# Bolívar (Tungurahua)
Bolívar ist eine Ortschaft und eine Parroquia rural („ländliches Kirchspiel“) im Kanton San Pedro de Pelileo der ecuadorianischen Provinz Tungurahua. Die Parroquia besitzt eine Fläche von 11,91 km². Die Einwohnerzahl lag im Jahr 2010 bei 2713. 

## Geschichte
Der Ort hieß ursprünglich Sigsicucho. 1906 wurde er zu einem Caserío und erhielt den Namen Leónidas Plaza Gutiérrez. Im Jahr 1910 wurde der Ort umbenannt in San Francisco de Bolívar. Die Parroquia umfasst noch die Caseríos Quitocucho (Rincón de Quito) und Huambalito. Der Hauptort (Matriz parroquial) umfasst vier Barrios: Central, Oriente, San Alfonso und Bellavista. Zu Huambalito gehört die Barrio La Puntilla und zu Quitocucho gehören die barrios el Centro, Luz de América und Villa-Flora.

## Lage
Der Ort Bolívar befindet sich 5,5 km südlich vom Kantonshauptort Pelileo im Anden-Hochtal von Zentral-Ecuador auf einer Höhe von 2830 m. Die Quebrada Hualacucho fließt entlang der östlichen Grenze der Parroquia in nordnordöstliche Richtung. Im Nordwesten erhebt sich der 3732 m hohe Cerro Huisla.
Die Parroquia Bolívar grenzt im Osten an die Parroquia Huambaló, im Südwesten an den Kanton Quero sowie im Nordwesten und im Norden an die Parroquia Pelileo.